# Корляковское сельское поселение
Корляковское сельское поселение — муниципальное образование в составе Санчурского района Кировской области России.
Центр — село Корляки.

## История
Корляковское сельское поселение образовано 1 января 2006 года согласно Закону Кировской области от 07.12.2004 № 284-ЗО.

## Население
| 2010 | 2012 | 2013 | 2014 | 2015 | 2016 | 2017 |
| ---- | ---- | ---- | ---- | ---- | ---- | ---- |
| 779  | ↘694 | ↘667 | ↘639 | ↘578 | ↘559 | ↘538 |
| 2018 | 2019 |      |      |      |      |      |
| ↘525 | ↘503 |      |      |      |      |      |

## Состав
В состав поселения входят 22 населённых пункта (население, 2010):
| - село Корляки — 416 чел.; - деревня Абрамово — 0 чел.; - деревня Березовка — 0 чел.; - деревня Большая Поломка — 110 чел.; - деревня Большое Киримбаево — 18 чел.; - деревня Зверево 1 — 0 чел.; - деревня Зверево 2 — 0 чел.; - деревня Клесты — 3 чел.; | - деревня Кундыш-Мучакш — 76 чел.; - деревня Малая Поломка — 5 чел.; - деревня Овечкино — 0 чел.; - деревня Ожиганово — 3 чел.; - деревня Онучино — 5 чел.; - деревня Петухи — 12 чел.; - деревня Поповка — 0 чел.; | - посёлок Рассвет — 55 чел.; - деревня Сапогово — 20 чел.; - деревня Смертино — 55 чел.; - деревня Ураково — 0 чел.; - деревня Уржум — 1 чел.; - деревня Шабалино — 0 чел.; - деревня Шуля — 0 чел. |